# Паюк-Штукер, Маша
Паюк-Штукер Маша (5 октября 1914, Картуз-Берёза Гродненской губернии — 1988, Аргентина) — еврейская поэтесса. Публиковала стихи, рассказы, сказки для детей в еврейских периодических изданиях Аргентины, Мексики, США.

## Биография
Родилась в местечке Картуз-Берёза в семье учителя Беньямина Штукера. Училась в школе «Тарбут». В 1925 семья эмигрировала в Аргентину и поселилась в земледельческой еврейской колонии Монтефиоре. В начале 1930-х окончила еврейскую учительскую семинарию в Буэнос-Айресе, работала воспитателем детских садов. С 1943 жила в Буэнос-Айресе. Первое стихотворение напечатала в 1930 в журнале «Пенемер ун пенемлех».

## Произведения
- «Киндерлех» («Детишки», 1948)
- «Зингендик» («Распевая», 1951)
- «Фарбике хвалес» («Цветные волны», 1954)
- «Гут-йомтев» («С праздником», 1957)
- «Дер цойбер бойм» («Заколдованное дерево», 1961).